# Elsa Daniel
Elsa Nilda Gómez Scapatti, conocida como Elsa Daniel (San Lorenzo, 28 de septiembre de 1938-Buenos Aires, 25 de junio de 2017), fue una actriz argentina de cine, televisión, radio y teatro, ocasionalmente cantante, de notable trayectoria entre mediados de los años 1950 y comienzos de la década de 1970.
Trabajó con directores reconocidos a nivel internacional como ser Leopoldo Torre Nilsson, Leonardo Favio, Hector Olivera, Daniel Tinayre, entre otros.
Entre sus películas más notables se encuentran La casa del ángel, nominada en los Globos de Oro, también La caída, Graciela, El romance del Aniceto y la Francisca.

## Trayectoria artística
Después de iniciarse profesionalmente como actriz de fotonovelas en revistas como Idilio, Nocturno y otras, se convirtió en una de las más conocidas jóvenes actrices del «nuevo cine argentino» de la década entre 1955 y 1965 tras ser descubierta por el productor Salvador Salías al ser elegida Miss Sonrisa Colgate en un concurso de la época. Su primera actuación en cine fue en la película El abuelo y después intervino en más de treinta de filmes entre 1954 y 1987.
Conquistó el estrellato como ingenua en filmes de Leopoldo Torre Nilsson como La casa del ángel, La caída y La mano en la trampa. Fue la musa de Torre Nilsson y de su mujer —la guionista y escritora Beatriz Guido— antes de la irrupción de Graciela Borges.

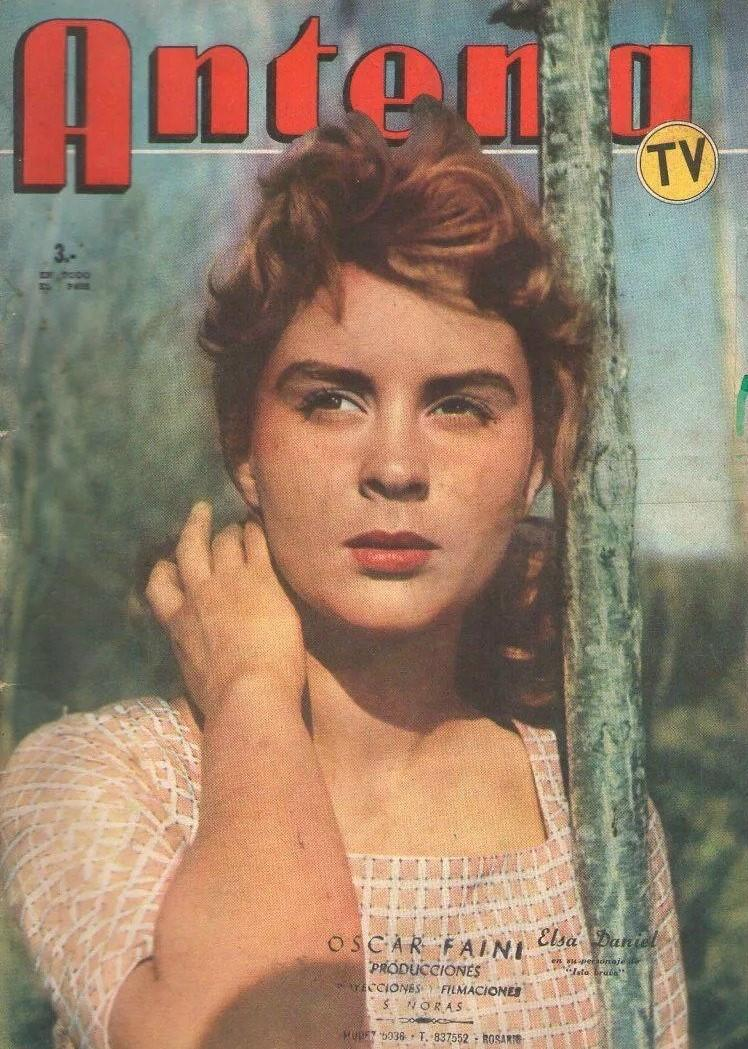
Elsa Daniel en la portada de Antena TV (1958).

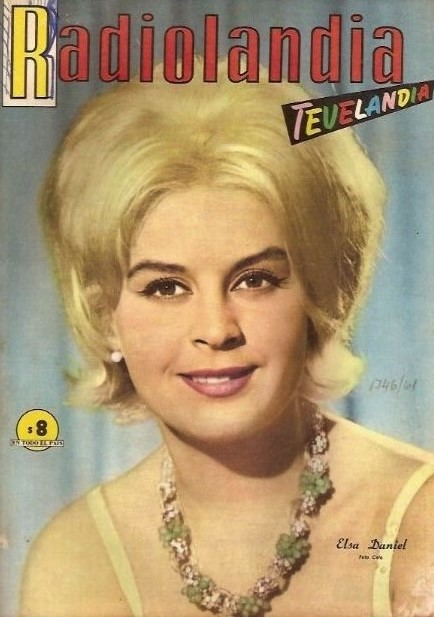
Elsa Daniel en la portada de Radiolandia (1961).

También trabajó en El romance del Aniceto y la Francisca de Leonardo Favio.
Estuvo casada por corto tiempo con el director de cine Rodolfo Kuhn, quien la dirigió en dos de sus películas y con quien tuvo a su hija Roberta Kuhn. En 1987 tuvo un romance con José Wilker.
Sus últimas actuaciones fueron en programas cómicos de televisión, donde se destacó con el personaje de La Pochi en la serie Matrimonios y algo más.
En 1980 sobrevivió a un grave accidente automovilístico.
En 1987 se retiró de la actividad artística y se dedicó a organizar fiestas.
En homenaje a su trayectoria, en 2003 le fue conferido el premio Cóndor de Plata. El actor Duilio Marzio le hizo entrega del premio José Podestá, otorgado por la Asociación Argentina de Actores.

## Filmografía

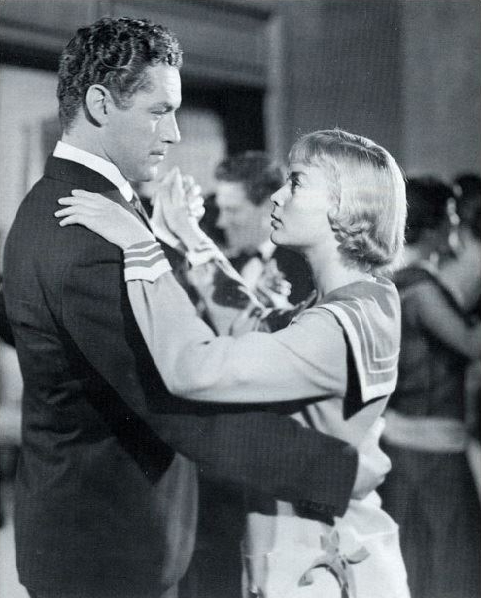
Elsa Daniel y el actor Lautaro Murúa en la película La casa del ángel, 1957.

Las películas en las que actuó fueron:
- El abuelo con Enrique Muiño y Mecha Ortiz, 1954
- Vida nocturna de Leo Fleider (1955).
- El juramento de Lagardere de León Klimovsky, 1955
- Graciela de Leopoldo Torre Nilsson, 1956
- La Casa del Ángel de Leopoldo Torre Nilsson con Lautaro Murúa, 1957[14]
- Isla brava de Mario Soffici, 1958
- Un centavo de mujer de Román Viñoly Barreto, 1958
- La caída de Leopoldo Torre Nilsson con Duilio Marzio y Lautaro Murúa, 1959[15][16]
- La mano en la trampa de Leopoldo Torre Nilsson con Francisco Rabal, Leonardo Favio y Maria Rosa Gallo, 1961[17]
- La novia de Ernesto Arancibia, 1961
- Los inconstantes de Rodolfo Kuhn con Gilda Lousek y Alberto Argibay, 1962
- Las furias de Vlasta Lah con Olga Zubarry, Alba Mujica, Mecha Ortiz y Aída Luz.
- La Cigarra no es un bicho de Daniel Tinayre, 1964
- Un momento muy largo (1964) dir. Piero Vivarelli
- Cosquín, amor y folklore (1965) dir. Delfor María Beccaglia
- Viaje de una noche de verano (1965) Varios directores.
- El romance del Aniceto y la Francisca de Leonardo Favio con Federico Luppi y Maria Vaner, 1967
- Ufa con el sexo de Rodolfo Kuhn con Héctor Pellegrini, Marilina Ross, Iris Marga y Nacha Guevara, 1968
- Amor y un poco más de Derlis Beccaglia con Gilda Lousek y Olga Zubarry (inédita) (1968).
- Psexoanálisis de Héctor Olivera con Norman Briski, Jorge Barreiro, Libertad Leblanc, 1968
- Amalio Reyes, un hombre, Enrique Carreras, 1970
- La balada del regreso de Oscar Barney Finn con Ernesto Bianco, Maria Vaner y Adrián Ghio, 1974
- Los chantas de José Martínez Suárez, 1975
- Comandos azules de Emilio Vieyra, 1980
- Buenos Aires Tango de Julio Saraceni y Jorge Briand, 1982

## Televisión
- 1961: Obras Maestras Philco / Obras maestras policiales.
- 1966/1967: Tres destinos (TV) de Maria Herminia Avellaneda con Graciela Borges, Rodolfo Bebán, Emilio Alfaro, Marcela López Rey y María Aurelia Bisutti.
- 1967/1968: Su comedia favorita.
- 1968: Elsa, Elsita, Elsona.
- 1966/1977: Matrimonios y algo más (TV) de Hugo Moser.
- 1977: Identidad de Cernadas Lamadrid . con Norberto Suárez, Fernanda Mistral, Rosa Rosen, Elsa Daniel y Raúl Taibo.
- 1973: Mi hijo Rasputín
- 1978: Una promesa para todos.
- 1980: María, María y María.

## Teatro
- 1982: María de los dos.
- 1980: Hay un hombre en mi cama.
- 1979: Mujeres.
- 1974: 30-30.